# Kelet-Karélia

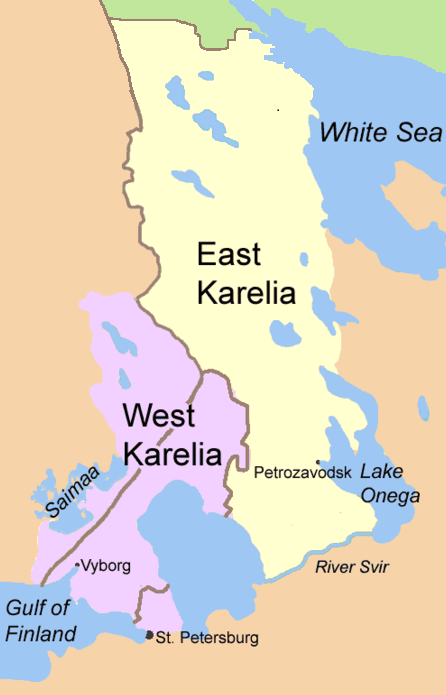
Kelet-Karélia és Nyugat-Karélia, az 1939-es és az 1940–1947-es határok. Orosz Karélia és Finn Karélia néven is ismertek.

Kelet-Karélia (finnül Itä-Karjala, karélül Idä-Karjala) vagy Orosz-Karélia Karéliának az a része, amely az 1617-es sztolbovói szerződés alapján ortodox keresztény maradt, orosz fennhatóság alatt. Karélia nyugati része Finn-Karélia. (1808 előtt Svéd-Karélia.)
Kelet-Karélia jó része ma a Karél Köztársasághoz tartozik az Oroszországi Föderáción belül. Kelet-Karélia főképp Viena és Aunus (Olonyec) történelmi régiókból áll.
A 19. századi finn etnonacionalista fennomán mozgalom Kelet-Karéliát a balti finn népek ősi bölcsőjének tekintette, amelyet „nem szennyeztek” skandinávok és szláv népek. Elias Lönnrot a gyéren lakott kelet-karéliai erdőségekben, főképp Fehér-Karéliában gyűjtötte a népmeséket, amelyekből összeállt a finn nemzeti eposz, a Kalevala.
A függetlenné vált Finnországban népszerű volt Nagy-Finnország, Kelet-Karélia elfoglalásának gondolata. Különösen nagy volt a támogatottsága a folytatólagos háború idején, amikor német segítséggel lehetségesnek is látszott. Kelet-Karélia jó része 1941-ben három évre finn megszállás alá került. Az orosz lakosságnak ez megpróbáltatásokat jelentette, kényszermunkával és börtöntáborokba való internálással. 
Miután 1918-ban Karéliát felosztották Finnország és Oroszország között, a kelet-karéliai lakosság zömét kitevő finn népeknek széles körű kulturális jogokat ígértek. Ezek az ígéretek azonban soha nem váltak valóra. Sztálin idejében a finn etnikumúakat üldözték és intenzív eloroszosítási program kezdődött. A kommunizmus bukása után újra fellendült a kelet-karéliai finn kultúra.

## Fordítás
- Ez a szócikk részben vagy egészben  az   East Karelia című angol Wikipédia-szócikk ezen változatának fordításán alapul.  Az eredeti cikk szerkesztőit annak laptörténete sorolja fel. Ez a jelzés csupán a megfogalmazás eredetét és a szerzői jogokat jelzi, nem szolgál a cikkben szereplő információk forrásmegjelöléseként.